# Scipione Ammirato
Scipione Ammirato (Lecce, 7 de outubro de 1531 — Florença, 11 de janeiro de 1601) foi um historiador italiano.

## Obras
- Famiglie nobili napoletane, Firenze, 1580
- Discorsi sopra Cornelio Tacito, Firenze, 1594
- Istorie fiorentine (Parte I), Firenze, 1600
- Delle famiglie nobili fiorentine, Firenze, 1615
- Rime spirituali sopra salmi, Venezia, 1634
- Istorie fiorentine (Parte II), Firenze, 1641